# Сантамария, Бартоломью Аугустин
Бартоломью Аугустин Сантамария, иногда Боб Сантамария (англ. Bartholomew Augustine Santamaria, Bob Santamaria; 14 августа 1915, Мельбурн — 25 февраля 1998, Кью, пригород Мельбурна) — австралийский журналист и политик. Католический активист, антикоммунист. Идейный вдохновитель правопопулистского общественного движения и Демократической лейбористской партии.

## Начало в католическом движении
Родился в семье итальянского иммигранта, занимавшегося овощной торговлей. Учился в католической начальной школе, затем в колледжах Святого Иосифа и Святого Кевина. Окончил Университет Мельбурна, получил специальности искусствоведа и юриста. Диссертацию посвятил культурным и правовым аспектам в генезисе итальянского фашизма.
В ранней юности Сантамария присоединился к правокатолическим организациям. Выступал с апологетикой Бенито Муссолини. Впоследствии он утверждал, что симпатизировал лично дуче, а не фашистскому движению (это звучит правдоподобно, поскольку взгляды Сантамарии соответствовали правоконсервативной христианской демократии). Выступал в поддержку Франсиско Франко во время гражданской войны в Испании.
В 1936 году Сантамария стал соучредителем организации «Католическое действие» и редактором одноимённой газеты. Пропагандировал социальную доктрину Римско-католической церкви, идеи энциклики Льва XIII Rerum Novarum. Ориентировался прежде всего на рабочих-католиков. В духе Rerum Novarum совмещал антикоммунистическую, антимарксистскую агитацию с антикапиталистической, антибуржуазной.
Зарекомендовал себя как убедительный и харизматичный оратор. Под влиянием Сантамарии к его организации примкнул и стал важнейшим политическим союзником католический епископ Мельбурна Дэниэль Манникс.

## Антикоммунизм в лейбористском движении
Главным врагом Сантамария считал Коммунистическую партию Австралии, которая в 1930-х годах обладала сильными позициями в австралийском профсоюзном движении. Несмотря на резкую критику капитализма и буржуазии, агитация и деятельность «Католического действия» больше заострялись в антикоммунистическом направлении. При этом антикапиталистическая идеология исключала сближение Сантамарии с Либеральной и Аграрной партиями — правым флангом австралийской двухпартийной системы. Союзниками Сантамарии стали правые социалисты из Австралийской лейбористской партии.
Активисты «Католического действия» вели интенсивную антикоммунистическую агитацию в профсоюзах. Созданные ими «промышленные группы» вытесняли коммунистов из профсоюзного актива. Эта деятельность привела к конфликту Сантамарии с левым крылом Лейбористской партии, которая в начале 1940-х годов выступала в альянсе с КПА. Конфликт углубился после 1945 года, когда к руководству АЛП пришла левоцентристская группа Герберта Эватта. Близкие к Сантамарии праволейбористские католики повели курс на раскол АЛП.
Сторонники Эватта протестовали против захвата группами Сантамарии территориальных организаций АЛП, особенно в штате Виктория. Левые лейбористы обвиняли Сантамарию также в лоббировании иностранных интересов. Они утверждали, что созданное по инициативе Сантамарии сельское католическое движение «делает земли короны доступными для итальянского капитала». Между Сантамарией и лидером левого крыла АЛП Робертом Холтом (министр штата Виктории по земельным вопросам) завязалась ожесточённая дискуссия.

## Вдохновитель ДЛП
В 1955 году группа сторонников Сантамарии была исключена из АЛП. Сантамария заручился поддержкой ряда профсоюзных и общественных деятелей. Был учреждён Национальный гражданский совет, консолидировавший правокатолические организации. В 1957 году на его основе учредилась Демократическая лейбористская партия (ДЛП, первоначально называлась АЛП (антикоммунистическая)). Программа партии синтезировала католические социальные принципы, консервативные доктрины, яростный антикоммунизм и социал-демократический популизм. Сантамария формально не вступил в ДЛП, но фактически являлся её идеологом и лидером.
С ДЛП аффилировались многочисленные профсоюзы и ассоциации. Особенно активны были Федерации служащих, металлистов, плотников и столяров, Фонд промышленных действий, Ассоциация австралийских семей, Центр Томаса Мора. Эти движения находились в острой конкуренции со структурами АЛП. Укоренённой лейбористской традиции структуры Сантамарии противопоставляли динамизм и популистский напор.
Росла и личная популярность Сантамарии. Оставаясь редактором своего издания, он вёл также телепрограмму, имел бесплатное эфирное время. В 1950—1960-х годах Сантамария причислялся к самым влиятельным политикам и медиа-деятелям Австралии.

## Консерватизм и традиционализм
Сантамария выступал за активную антикоммунистическую политику внутри и вне Австралии. Он всемерно поддерживал Южный Вьетнам, выступал за участие Австралии во Вьетнамской войне на стороне Сайгона и США (в этой связи оппоненты напоминали, что Сантамария был освобождён от военной службы в годы Второй мировой войны). Однако с середины 1970-х годов, на фоне международной ситуации того периода, его политическое влияние стало снижаться.
В 1974 году ДЛП потерпела поражение на выборах и самораспустилась в 1978 году. В 1982 году большая часть праволейбористских профсоюзов порвала с Национальным гражданским советом. Немало проблем создавали и личностные особенности Сантамарии, авторитарная жёсткость его характера.
В 1960—1970-х годах от Сантамарии дистанцировалась австралийская католическая церковь (этому способствовала кончина епископа Манникса в 1963 году). Причина заключалась в непримиримом традиционализме Сантамарии как католика. Он резко выступал против либерально-модернистских тенденций Второго Ватиканского собора.
Положение изменилось после избрания Папой Римским Иоанна Павла II. Сантамария приветствовал консервативные реформы в Римско-католической церкви. Он вновь сблизился с мельбурнским епископатом. Решительным сторонником Сантамарии был кардинал Джордж Пелл (нынешний епископ Сиднея). На фоне общего консервативного контрнаступления в мировом масштабе c начала 1980-х вновь возрос и политический авторитет Сантамарии.

## Смена акцентов. Роль и значение
В 1990-х годах, после падения мировой коммунистической системы, Сантмария значительно изменил приоритеты. Основным объектом его критики стал неолиберальный капитализм. На первый план в его мировоззрении окончательно выдвинулись социальные аспекты консерватизма и католицизма, идеи общественной солидарности. В последние годы Сантамария высказывался в том ключе, что победа над коммунизмом, при всём её историческом значении, не означает решения всех общественных проблем: на место коммунистических режимов пришёл международный финансовый капитал, также враждебный христианским ценностям и трудовым классам. Некоторые из этих высказываний содержали некоторое сожаление, что ранее Сантамария недооценивал степень этой опасности.
Бартоломью Аугустин Сантамария оставил заметный след в политической истории Австралии, католицизма и консерватизма. Его высоко оценивали не только правые консерваторы (за упорный и последовательный антикоммунизм), но и левые социал-демократы (за антикапитализм, социальность, поддержку профсоюзной борьбы). Сантамарии удалось соединить консервативную идеологию с популистской активностью в «низах», внести заметный правый элемент в профсоюзное и лейбористское движение. С его именем связана мощная активизация социального католицизма в англоязычной преимущественно протестантской стране.

Ни один человек за последние 50 лет не имел такого влияния на политику, как Сантамария. Ни один политик не внушал такой преданности сторонникам и такого страха противникам. И никто не пользовался столь же неизменным уважением друзей и врагов.

Клайд Кэмерон, министр труда в лейбористском правительстве 1972—1975

Бартоломью Аугустин Сантамария скончался в пригороде Мельбурна возрасте 82 лет.

## Семья
Бартоломью Сантамария был дважды женат. После кончины в 1980 году первой супруги Хелен, он женился на своём секретаре Дороти Дженсен. Его брат Джозеф — известный врач и католический биоэтик. Восемь детей Сантамарии от первого брака достигли больших успехов в своих профессиональных областях, но никто из них не стал политиком.